# National Amusements
National Amusements, Inc. este un operator privat american de cinematografe și o companie mass-media de holding încorporată în Maryland și cu sediul în Norwood, Massachusetts, Statele Unite.
Compania deține peste 1 500 de cinematografe în Statele Unite, Regatul Unit și America Latină sub numeroase mărci precum Showcase Cinemas, Multiplex Cinemas și Cinema de Lux. Este acționarul de control al Paramount Global.
National Amusements a fost fondat de Michael Redstone, și a fost ulterior înmânat fiului său Sumner Redstone. După moartea sa în 2020, compania a fost înmânată unui trust condus de fiica sa Shari Redstone. După aproape 90 de ani de control de către familia Redstone, în iulie 2024, Skydance Media al lui David Ellison a anunțat intenția sa de a achiziționa National Amusements și să efectueze o fuziune integrală între acesta și Paramount Global.